# Zone Fighter
Zone Fighter, conocido en Japón como Ryūsei Ningen Zone (流星人間ゾーン, Ryūsei Ningen Zōn?, lit. "zona humana de meteoros"), es una serie de televisión, perteneciente al género de tokusatsu de ciencia ficción y superhéroes. Producido por Toho Company Ltd., el programa se estrenó en la Nippon Television el 2 de abril del 1973, y permaneció en antena hasta el 24 de septiembre de ese mismo año, con un total de 26 episodios. Ésta era la respuesta de la compañía Toho, no sólo ante las populares Ultra Series, sino también ante el fenómeno "Henshin Hero", iniciado por programas como Kamen Rider o Android Kikaider. El año anterior, Tōhō acababa de hacer su primer programa exitoso de superhéroes, Warrior of Love, Rainbowman. 
Esta serie fue también notable por la aparición de varios villanos conocidos de la propia compañía Toho: Godzilla, el King Ghidorah y Gigan.

## Personajes

### La familia Sakimori / Zone family
La familia Sakimori/Zone se asemeja a una familia japonesa normal, pero son una familia alienígena que vino a la Tierra después de que su planeta casero Peaceland fuera destruido por los malvados alienígenas insectoides de Garoga. Para evitar la invasión del ejército de Garoga a la Tierra, los tres niños de la familia Sakimori, Hikaru (el hijo mayor), Hotaru (la hermana adolescente) y Akira (el más joven) se transforman respectivamente en los superhéroes llamados Zone Fighter, Zone Angel y Zone Junior. Su código de transformación (asociado con una pose de "henshin") es “Zone Fight Power”.
- Hikaru Sakimori/Zone Fighter (防人光／ゾーンファイター, Sakimori Hikaru/Zōn Faitā?): Es el mayor de los hermanos. Trabaja como probador de coches. Como Zone Fighter, una vez introducido el código "Zone Double Fight", puede crecer hasta alcanzar el tamaño de un gigante para pelear contra sus enemigos. Su ataque mortal es el "Ataque de Misiles Meteoro" ("Meteor Missile Mite", 流星ミサイルマイト, Ryūsei Misairumaito?) o el "Rayo de Protones Meteoro" ("Meteor proton beam", 流星プロトンビーム, Ryūsei Purotonbímu?). Fue interpretado por Kazuya Aoyama.

- Hotaru Sakimori/Zone Angel (防人螢／ゾーンエンジェル) Es el segundo hermano. Estudia en el instituto. Fue interpretado por Kazumi Kitahara

- Akira Sakimori/Zone Junior (防人明／ゾーンジュニア) El más joven de los hermanos. Estudia en el colegio. Fue interpretado por Kenji Sato

- Yôichirô Sakimori/Zone Father (防人陽一郎) El padre de los tres niños. Él es el propietario del instituto de investigación de juguetes, lo que explica la inclinación de la familia hacia los juguetes. También inventa los adminículos y los vehículos usados por los hermanos para luchar contra el ejército de Garoga. Interpretado por Shoji Nakayama

- Tsukiko Sakimori/Zone Mother (防人月子) Esposa de Yôichirô y madre de los tres niños. Interpretada por Sachiko Kozuki

- Raita Sakimori/Zone Great (防人雷太) Padre de Yôichirô y abuelo de los tres niños. Cuando sus nietos están en problemas, él utiliza el gran satélite de Raideki para ayudarles. Interpretado por Shiro Amakusa.

- Godzilla (ゴジラ - Gojira) El más conocido y temible de los monstruos de Toho. Aunque él no es un miembro de la familia, es un aliado ocasional en sus combates contra Garoga. La familia incluso construyó una “cueva de Godzilla” para que viviera y saliera cuando lo necesitaran. Godzilla apareció en los episodios 4, 11, 15, 21 y 25 de la serie.

### Enemigos
Los Garoga-Baran forman el ejército de Garoga, que está compuesto por una raza de insectoides y demonios del planeta Garoga. Tienen cuerpos rojos, negros, azules y amarillos, caras con ojos de insecto plateados de plata y antenas. Su base es un satélite enorme en el espacio. 
- Gold Garoga (ゴールドガロガ - Gôrudo Garoga) - Es el líder del ejército de Garoga. Tiene una cabeza dorada y una capa.

- Silver Garoga (ガロガバラン星人 - Garoga Baran Seijin)- Los secuaces Garoga.

- FearBeasts (恐獣 - Kyòjù) También denominados Terro-Bestias, éstos son los varios monstruos gigantes enviados por el ejército de Garoga para atacar la Tierra. Los envían de varias maneras: 
  - Los lanzan a la Tierra desde el satélite de Garoga mediante un misil
  - Un Garoga-Baran (singular o grupo) se transforma en un FearBeast mientras espía en la Tierra.

- King Ghidorah (キングギドラ - Kingu Gidora) El enemigo más grande de Godzilla es también el peor enemigo de los Zone Fighters: el ejército de Garoga lo envía para atacar la Tierra en un doble episodio de la serie (episodios 5 y 6). En estas apariciones, se dice que Ghidorah fue creado por los villanos de la serie.

- Gigan (ガイガン - Gaigan) - Garoga envía a otro de los adversarios de Godzilla para atacarlo. Aparece en el episodio 11, y muere al final del capítulo.

- Datos: Q943185